# Frunze de dor
Frunze de dor este primul roman al scriitorului și academicianului basarabean Ion Druță. A apărut în anul 1957, deși a fost terminat și prezentat pentru tipărire doi ani mai devreme. 
A avut parte de 18 (optsprezece) ediții, mai multe decât ale oricărui scriitor din Basarabia.

## Scurt istoric
Printre literați, circulă vorba că autorul i-ar fi prezentat o primă parte a romanului jurnalistului, scriitorului și publicistului Alexandru Cosmescu, la care locuia în gazdă. Acesta, după citirea porțiunii, l-ar fi încurajat pe Ion Druță să continue. Ceea ce tânărul autor de atunci, a făcut-o foarte rapid, terminând romanul în circa o lună după aceea. 
Lucrarea, care a fost atunci caracterizată incorect ca povestire, a fost prezentată pentru publicare redacției revistei Nistru, condusă pe atunci de basarabeanul George Meniuc. De fapt, manuscrisul a așteptat doi ani până a fost publicat. 

## Ediții[3]
- 1957 - Frunze de dor, romanul, numit atunci „povestire”, a apărut în 1957, prima ediție, la Editura de Stat a Moldovei, Chișinău;
- 1964 - Frunze de dor, ediția a 2-a, din volumul Piept la piept, la Editura Cartea Moldovenească, Chișinău;
- 1966 - Frunze de dor, ediția a 3-a, la Editura Lumina, Chișinău;
- 1972 - Frunze de dor, ediția a 4-a, la Editura Lumina, Chișinău;
- 1975 - Frunze de dor, ediția a 5-a, la Editura Literatura Artistică, Chișinău;
- 1982 - Frunze de dor, ediția a 6-a, la Editura Literatura Artistică, Chișinău;
- 1986 - Frunze de dor, ediția a 7-a, în volumul Opere, ediție coordonată de Vladimir Beșleagă, la Editura Literatura Artistică, Chișinău;
- 1990 - Frunze de dor, ediția a 8-a, ediție coordonată de Eugen Lungu și Valentin Guțu, prima ediție cu grafie latină, la Editura Hyperion, Chișinău;
- 2004 - Frunze de dor, ediția a 9-a, la Editura Universul;
- 2007 - Frunze de dor, ediția a 10-a, la Editura Baștina;
- 2008 - Frunze de dor, ediția a 11-a, la Editura Cartea Moldovei.
- 2013 - Frunze de dor, ediția a 12-a, la Editura Cartier, Chișinău.
- 2014 - Frunze de dor, ediția a 13-a, la Editura Cartier, Chișinău.
- 2015 - Frunze de dor, ediția a 14-a, la Editura Cartier, Chișinău.
- 2017 - Frunze de dor, ediția a 15-a, la Editura Cartier, Chișinău.
- 2018 - Frunze de dor, ediția a 16-a, la Editura Cartier, Chișinău.
- 2023 - Frunze de dor, ediția a 17-a, la Editura Cartier, Chișinău.
- 2024 - Frunze de dor, ediția a 18-a, la Editura Cartier, Chișinău.